# Astacilla danmoniensis
Astacilla danmoniensis is een pissebed uit de familie Arcturidae. De wetenschappelijke naam van de soort is voor het eerst geldig gepubliceerd in 1874 door Stebbing.